# Relations entre l'Autriche et la Roumanie
Les relations diplomatiques entre l'Autriche et la Roumanie désignent les relations entre la République d'Autriche et la Roumanie.
La Roumanie a une ambassade à Vienne et six consulats honoraires à Eisenstadt, Linz, Salzbourg, Graz, Klagenfurt am Wörthersee et Sankt Pölten. La Roumanie a l'Institut culturel roumain à Vienne. L'Autriche a une ambassade à Bucarest et deux consulats honoraires.